# Solana de Corrals
La Solana de Corrals és una solana del terme municipal de Castell de Mur, dins de l'antic terme de Mur, al Pallars Jussà. Es troba en territori del poble de Puigmaçana.
Està en la part de migdia de la careneta que separa les valls del barranc de Lloriguer, al nord, i del de Sant Gregori, al sud, al sud-oest de la partida de Lloriguer. És a llevant del Serrat del Nenot.